# はてな☆イリュージョン
『はてな☆イリュージョン』は、松智洋による日本のライトノベル。イラストは矢吹健太朗が担当している。ダッシュエックス文庫（集英社）より2014年11月から2015年11月まで刊行された。
2016年5月に著者の松が死去したため、一旦は絶筆作品となったが、『メルヘン・メドヘン』同様に松が代表を務めていたStoryWorksが執筆を引き継ぎ、2019年に『はてな☆イリュージョンR』として再開された。

## 登場人物
声の項はテレビアニメ版の声優。
不知火 真（しらぬい まこと）
声 - 松岡禎丞
本作の主人公。中学1年生。線の細い少年で、幼少期は果菜から女の子だと思われていた。本人は容姿にコンプレックスを抱いている。4人家族。
奇術師に憧れ、衛に弟子入りするため上京し星里家での下宿生活を始める。
成り行きで普段は執事見習いを、夜は「怪盗ハテナ」こと果菜の相棒としてアーティファクトを回収することになる。
所有アーティファクトは手品道具の「スマイルステッキ」。元々は市販の玩具だったが、過去にメイヴが破損を直した際にアーティファクトとしての機能が備わった。使用者が思い描いた「タネも仕掛けもない奇術」を再現する。代償は身体の発熱。
星里 果菜（ほしさと かな）
声 - 鈴木愛奈
本作のヒロイン。中学1年生。黒髪の長髪の美少女。名前の読みを捩った「はてな」というあだ名で呼ばれるが、本人は嫌がっている。人見知りな性格。昔から驚くと「はぅあっ」と言ってしまう癖がある。
金色のマフラーに父にもらったシルクハットの形の髪飾りを着用している。
母メイヴの手助けをするため、アーティファクトを回収する女怪盗「怪盗ハテナ」として活動している。
所有アーティファクトは身につけている黄色いマフラーの「マフくん」。意思を持ち、あらゆる形状に変形して果菜の身を守る。代償は身体の発熱。
星里 夢未（ほしさと ゆめみ）
声 - 富田美憂
金髪で碧い瞳の少女。果菜の妹。小学4年生。口数が少なく表情も見せない。外に出るのが好きではない。
人付き合いやそれに伴うトラブルを嫌い自室に引きこもりがちになっている。
工芸魔術師の才能を持つ。
所有アーティファクトは熊のぬいぐるみの「ガウガウ」。マフくん同様に意思を持ち、有事の際には巨大化することもできる。夢未の魔術師としての成長に伴い会話できるようになっているが、彼女の引きこもりに拍車をかけることになるため普段は黙っており、夢未が懐いている真のみに明かしている。
桜井 エマ（さくらい エマ）
声 - M・A・O
星里家のメイド。中学3年生。美少女。眼鏡をかけている。
学校では真と果菜の先輩にあたる。
機転が利く有能なメイド。創作で、メイドの美学を語るだけでなく、漫画のお約束の展開を言ったりしている。妄想癖や腐女子の気などの残念な一面がある。
所有アーティファクトは、身につけているメイド服で身体機能を強化する。
ジーヴス・ウッドハウス
声 - 松山鷹志、新井良平（戦闘形態）
星里家の執事。初老の男性。エマと共に真の指導を行うが、暴走しがちなエマには頭を抱えている。
桔梗院 心美（ききょういん ここみ）
声 - 上坂すみれ
果菜の幼馴染。中学1年生。
実家は衛の奇術興業を取り仕切る資産家で、星里家やアーティファクトの秘密も把握している。
星里 衛（ほしさと まもる）
声 - 細谷佳正
果菜と夢未の父。適当な性格。黒髪のダンディな男性。
世界的に有名な奇術師だが、人前で披露する奇術は全てアーティファクトによるもので、本人は奇術を一切使えない。
星里 メイヴ（ほしさと メイヴ）
声 - 南條愛乃
果菜と夢未の母。金髪の長身の巨乳の美女
魔術師の里出身の工芸魔術師だったが、衛と恋に落ち出奔した。普段は衛と共に奇術師として活動しつつ、裏では外部に出回ったアーティファクトを回収するしている。
「怪盗メイヴ」を名乗っている。
マライア・グレーネ
声 - 新井里美
メイヴの妹で、果菜にとっては叔母にあたる。20代半ばの美女で、メイヴが一族から持ち逃げしたアーティファクト「紋章」の回収を目論んでいる。
グレゴリー・キャメロット
声 - 石井康嗣
衛の奇術の師匠。
ディナ・キャメロット
声 - 緒乃冬華
グレゴリーの弟子。

## 用語
アーティファクト
魔術師の一族が生み出した魔法の道具。本来の名称である真名を呼び、使役するための仮の名を与える「契約」を交わすことで、所有者に力を与える。ただし、使用の際には代償を払う必要がある。
過去に多くのアーティファクトが裏社会に流出しており、メイヴはこれらを回収するため怪盗を行っている。
聖ティルナ学園
真や果菜が通う学校。前年度まで女子校であり、真たちの学年から共学化されたものの、男子は4人しか在籍していない。

## 既刊一覧

### 小説
- 松智洋（著）・矢吹健太朗（イラスト） 『はてな☆イリュージョン』 集英社〈ダッシュエックス文庫〉、全4巻
  1. 2014年11月21日発売[27]、ISBN 978-4-08-631007-9
  2. 2015年4月24日発売[28]、ISBN 978-4-08-631038-3
  3. 2015年8月25日発売[29]、ISBN 978-4-08-631063-5
  4. 2015年11月25日発売[30]、ISBN 978-4-08-631082-6
- 松智洋/StoryWorks（著）・矢吹健太朗（イラスト）『はてな☆イリュージョンR』、集英社〈ダッシュエックス文庫〉、既刊2巻（2020年2月21日現在）
  1. 2019年8月23日発売[31]、ISBN 978-4-08-631324-7
  2. 2020年2月21日発売[32]、ISBN 978-4-08-631350-6

### 漫画
ニコニコ静画内の『水曜日はまったりダッシュエックスコミック』内にて連載された。漫画は江戸屋ぽちが担当。
- 江戸屋ぽち『はてな☆イリュージョン』、集英社〈ヤングジャンプ・コミックス〉、全4巻
  1. 2020年1月17日発売[33]、ISBN 978-4-08-891297-4
  2. 2020年2月19日発売[34]、ISBN 978-4-08-891525-8
  3. 2020年6月19日発売[35]、ISBN 978-4-08-891645-3
  4. 2021年3月18日発売[36]、ISBN 978-4-08-891861-7

## テレビアニメ
2017年3月、AnimeJapan2017にて、アニメ化企画が進行中であることが発表された。2020年1月から3月の第11話までBS日テレほかにて放送されたのち、諸事情により延期していた第12話が同年6月に放送された。

### スタッフ
- 原作 - 松智洋[4]
- 原作イラスト・キャラクター原案 - 矢吹健太朗[4]
- 監督 - 松尾慎[4]
- シリーズ構成 - 髙橋龍也[4]
- キャラクターデザイン - 中野るいず[4]
- 美術監督 - Xu Guang Ping[39]
- 美術設定 - 長田泰治郎[39]
- 色彩設計 - KUO YUN HSIANG[39]、CHEN CHUN-CHENG[39]
- 撮影監督 - Luo Pei Nan[39]
- 編集 - 瀧川三智[39]
- 音響監督 - 大室正勝[4]
- 音響制作 - ダックスプロダクション[4]
- 音楽 - 黒田賢一[4]
- 音楽プロデューサー - 吉江輝成[39]
- 音楽制作 - ランティス [39]
- チーフプロデューサー - 伊平崇耶[39]、Adam zehner[39]、足立聡史[39]
- プロデューサー - YANG JIAN-LI[39]、飯島江美子[39]、竹山茂人[39]、林辰朗[39]
- アニメーションプロデューサー - 神部裕彦[39]
- アニメーション制作 - Children's Playground Entertainment[4]
- 製作 - はてな☆イリュージョン製作委員会（bilibili、Funimation Productions、バンダイナムコアーツ、集英社）

### 主題歌
「Magic Words」
Liyuuによるオープニングテーマ。作詞はMC TC、作曲・編曲はTAKU INOUE。
「ヒカリイロの歌」
鈴木愛奈によるエンディングテーマ。作詞・作曲はZAQ、編曲は伊藤翼。

### 各話リスト
| 話数   | 脚本     | 絵コンテ        | 演出                     | 作画監督                                                         | 初放送日      |
| ------ | -------- | --------------- | ------------------------ | ---------------------------------------------------------------- | ------------- |
| 第01話 | 髙橋龍也 | 松尾慎          | 松尾慎 丸山由太 仲敷沙織 | 西位輝実 羽田浩二 仲敷沙織                                       | 2020年 1月9日 |
| 第02話 | 雑破業   | 松尾慎          | Hu Zheng Lin             | Sun Wei                                                          | 1月16日       |
| 第03話 | 兵頭一歩 | 松尾慎          | ウヱノ史博               | 山田夢二 松本勝次                                                | 1月23日       |
| 第04話 | 兵頭一歩 | 小林一三        | ウヱノ史博               | 菊池政芳 海保仁美 上野沙弥佳 宮野健 畠山元 Wang Min Yishi Shenji | 1月30日       |
| 第05話 | 髙橋龍也 | 木下大悟        | Fu Qiang                 | Kou Xiao Yang Luo Rui Wang Hang                                  | 2月6日        |
| 第06話 | 雑破業   | 小滝礼          | 立田眞一                 | 柳川沙樹 川島尚 仲敷沙織 内田陽子                                | 2月13日       |
| 第07話 | 雑破業   | 小滝礼          | 立田眞一                 | Kou Xiao Yang Luo Rui ダヲス                                     | 2月27日       |
| 第08話 | 兵頭一歩 | 松尾慎          | Fu Qiang                 | Kou Xiao Yang Luo Rui Wang Hang ダヲス                           | 3月5日        |
| 第09話 | 髙橋龍也 | 西位輝実        | Fu Qiang                 | Kou Xiao Yang Luo Rui Wang Hang ダヲス 田中圭                    | 3月12日       |
| 第10話 | 雑破業   | 松園公          | いがりたかし             | 岡本達明 井元一彰 柳瀬譲二                                       | 3月19日       |
| 第11話 | 雑破業   | Kanesho oignon  | Huang Ting Zheng         | Kou Xiao Yang Luo Rui Yan Guang Wei                              | 3月26日       |
| 第12話 | 髙橋龍也 | 仲敷沙織 松尾慎 | 松尾慎                   | 仲敷沙織 内田陽子 柳川沙樹 川島尚 五十子忍                       | 6月4日        |

### 放送局
| 放送期間                | 放送時間                     | 放送局   | 対象地域   | 備考                                 |
| ----------------------- | ---------------------------- | -------- | ---------- | ------------------------------------ |
| 2020年1月9日 - 3月26日  | 木曜 23:30 - 金曜 0:00       | BS日テレ | 日本全域   | BS/BS4K放送 / 『アニメにむちゅ〜』枠 |
| 2020年1月10日 - 3月27日 | 金曜 2:30 - 3:00（木曜深夜） | 毎日放送 | 関西広域圏 |                                      |
| 2020年1月11日 - 3月28日 | 土曜 2:05 - 2:35（金曜深夜） | TOKYO MX | 東京都     |                                      |

| 放送期間     | 放送時間                     | 放送局   | 対象地域   | 備考        |
| ------------ | ---------------------------- | -------- | ---------- | ----------- |
| 2020年6月4日 | 木曜 0:00 - 0:30（水曜深夜） | BS日テレ | 日本全域   | BS/BS4K放送 |
| 2020年6月6日 | 土曜 2:05 - 2:35（金曜深夜） | TOKYO MX | 東京都     |             |
| 2020年6月9日 | 火曜 2:35 - 3:05（月曜深夜） | 毎日放送 | 関西広域圏 |             |

インターネットでは2020年1月10日よりTVer、MBS動画イズム、GYAO!にて金曜3時に配信。最終話は毎日放送の放送から30分後に配信。